# Kamień filozoficzny (powieść)
Kamień filozoficzny (L'Œuvre au noir) – powieść Marguerite Yourcenar z 1968 roku. Była bestsellerem i cieszyła się uznaniem krytyków, otrzymała Prix Femina. W 1988 roku została sfilmowana (reż. André Delvaux). 

## Fabuła
Bohaterem jest Zenon, lekarz, filozof, naukowiec i alchemik urodzony w Brugii w epoce Renesansu. Jest nieślubnym synem w rodzinie bogatych bankierów Ligre. Mógłby robić bezpieczną karierę w stanie duchownym, ale w wieku 20 lat opuszcza dom w poszukiwaniu prawdy. Wędruje po Europie i dalej, nabywając różnorodną wiedzę. Staje się znany jako geniusz, gdy pokazuje swoje umiejętności, co może być jednak niebezpieczne.
Miejscem akcji jest głównie XVI-wieczna Flandria w okresie, gdy zaczyna się rozwój gospodarczy i naukowy Europy. Mają też miejsce rewolty religijne i krwawa kontrreformacja, na tle bezustannych wojen między krajami i ataków dżumy. Zenon jest człowiekiem Renesansu o wielkiej inteligencji i talencie, którego wolność myślenia jest jednak ograniczana przez czasy, w których żyje.